# Ґраужай (Расейняйський район)
Ґраужай (Grajauskai) — хутір у Литві, Расейняйський район, Пагоюкайське староство. 2001 року на хуторі проживало 2 людей, 2011 — нікого. Розташоване за 10 км від села Восілішкіс, неподалік розташовані хутори Лукошіунай та Тілінджяй.

## Принагідно
- Мапіо
- Graužai (Raseiniai) [Архівовано 15 листопада 2016 у Wayback Machine.]

| Литва | Це незавершена стаття з географії Литви. Ви можете допомогти проєкту, виправивши або дописавши її. |